# Sløinge sogn
Sløinge sogn i Halland, Sverige var en del af Årstad herred og har været en del af Falkenbergs kommun siden 1971. Sløinge distrikt dækker det samme område siden 2016. Sognets areal er 20,82 kvadratkilometer, heraf 20,09 land  I 2020 havde distriktet 1.338 indbyggere. Landsbyen Sløinge ligger i sognet.
Navnet blev første gang registreret som Slønge i 1396. Navnets baggrund er uklar. Det kommer muligvis fra et efternavn, 'Slødhinger' Antallet indbyggere har været nogenlunde stabilt (sognet havde 1.398 indbyggere i 1930).
Der er et naturreservat i sognet: Suseån. Det ligger ved en å med samme navn, der løber gennem Sløinge. Fra Sløinge kommer Oktorpsgården, som er flyttet til frilandsmuseet Skansen i Stockholm. Der er også et arkæologisk sted fra 400–1000 e.Kr., Sløingeboplatsen.